# Paul Jensen (Schauspieler)

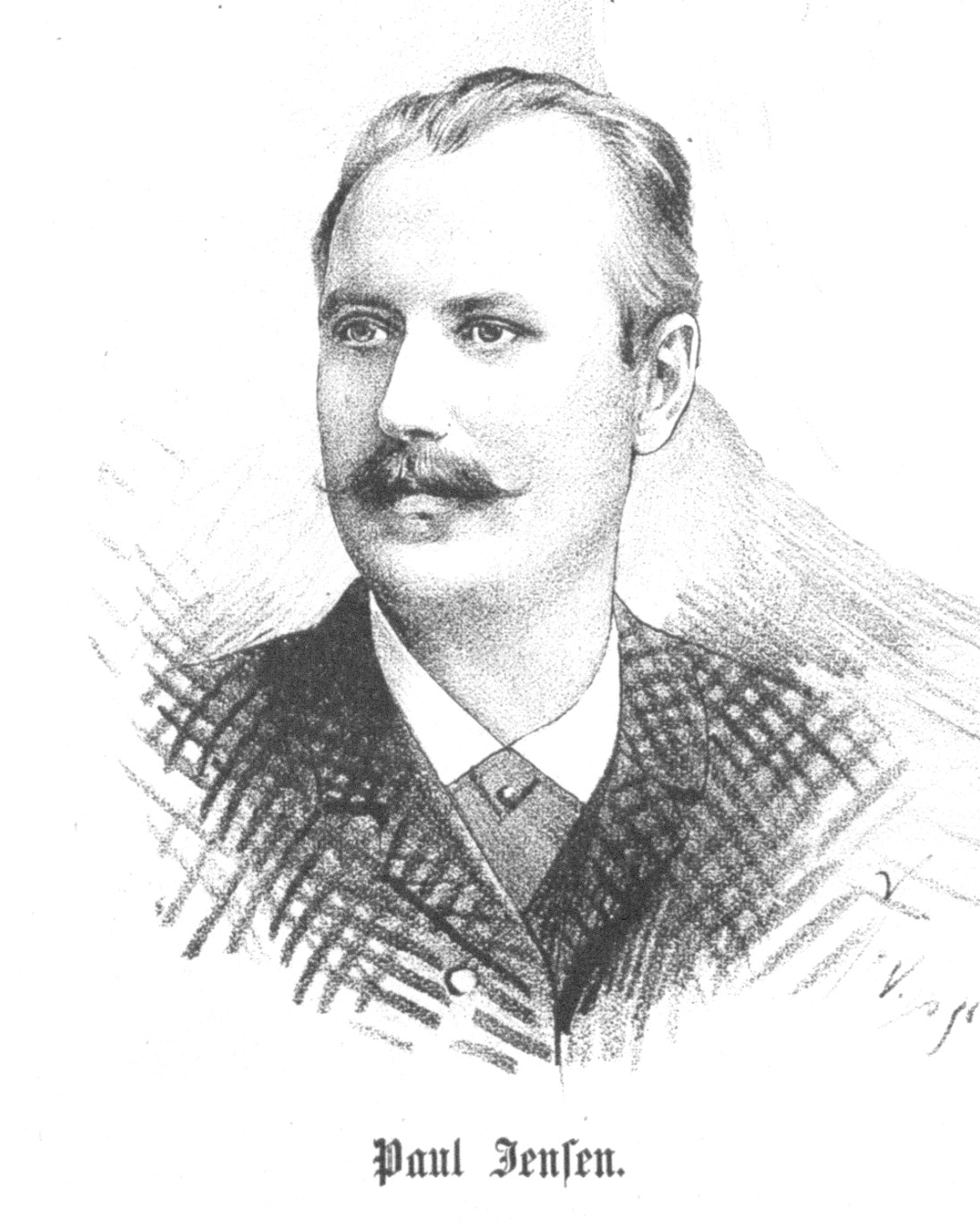
Paul Jensen, gezeichnet von Jan Vilímek

Paul Jensen (20. März 1850 in Königsberg – 1931) war ein deutscher Theaterschauspieler, Sänger (Bariton), Gesangspädagoge und Theaterintendant.

## Leben
Jensen begann seine Bühnenkarriere nicht als Sänger, sondern als Schauspieler und zwar betrat er 1868 in Görlitz zum ersten Mal die Bühne. 1869 finden wir ihn in Freiburg, 1870 in Königsberg und 1870 bis 1881 am Thalia Theater in Hamburg.
Erst nachdem ihn dort Eugen Gura auf seine schöne Stimme aufmerksam machte und diese ausgebildet hatte, begann er die Sängerlaufbahn. 1881 fand er Engagement am Stadttheater in Köln und bereits 1882 erhielt er einen Ruf an das Hofoperntheater in Dresden. Daselbst wirkte der Künstler bis 1895, nachdem er seit Herbst 1886 auch als Lehrer für Sologesang am dortigen Konservatorium tätig war. 1896 schied der Künstler aus den Reihen des Dresdners Hoftheaters und wurde mit der Leitung der technisch-ökonomischen Abteilung betraut.
1897 legte er auch dieses Amt nieder und zog sich vorläufig vom Kunstleben gänzlich zurück, bis er am 1. November 1900 zum Intendanten der Oper in Frankfurt am Main ernannt wurde. Diese leitete er bis 1911.

## Familie
Er entstammte einer sehr musikalischen Familie. Sein Vater Eduard Jensen war Tenorist, Konzertsänger und Gesangslehrer, sein Großvater Wilhelm Martin Jensen, allgemein bekannt als Herausgeber des preußischen Choralbuches, war während des Aufenthalts der preußischen Königsfamilie in Ostpreußen 1807 der Lehrer und musikalische Ratgeber derselben. Sein Vetter Adolf Jensen war der anerkannte Liederkomponist und auch der Professor am Kölner Konservatorium Gustav Jensen zählte zu seiner Familie.